# Korostivți, Jmerînka
Korostivți (în ucraineană Коростівці) este localitatea de reședință a comunei Korostivți din raionul Jmerînka, regiunea Vinnița, Ucraina.

## Demografie
Componența lingvistică a localității Korostivți
     Ucraineană (96,01%)
     Rusă (2,36%)
     Română (1,09%)
     Alte limbi (0,18%)
Conform recensământului din 2001, majoritatea populației localității Korostivți era vorbitoare de ucraineană (96,01%), existând în minoritate și vorbitori de rusă (2,36%) și română (1,09%).